# Забоже (Грифінський повіт)
Забоже (пол. Zaborze) — село в Польщі, у гміні Ґрифіно Грифінського повіту Західнопоморського воєводства.
У 1975-1998 роках село належало до Щецинського воєводства.